# Messenger (Tesseract)
Messenger è un singolo del gruppo musicale britannico Tesseract, pubblicato il 3 agosto 2015 come primo estratto dal terzo album in studio Polaris.

## Descrizione
Settima traccia dell'album, Messenger è stata descritta dal bassista Amos Williams come «una canzone molto naturale [...] Ha quel grande ed impennante ritornello e quello zenit musicale che è diventato sinonimo con l'atmosfera [tipica dei] Tesseract, ma è anche abbastanza incisiva.»
Il brano è stato pubblicato per la prima volta il 3 agosto 2015 sotto forma di lyric video attraverso il canale YouTube della Kscope, venendo reso disponibile per il download digitale poco dopo.

## Tracce
Testi di Daniel Tompkins, musiche di Acle Kahney. Musiche aggiuntive di Aidan O'Brien.
1. Messenger – 3:35

## Formazione
Gruppo
- Daniel Tompkins – voce
- Acle Kahney – chitarra
- James Monteith – chitarra
- Amos Williams – basso
- Jamie Postones – batteria

Produzione
- Acle Kahney – produzione, registrazione, missaggio, mastering
- Aidan O'Brien – produzione aggiuntiva
- Amos Williams – produzione aggiuntiva